# Ascendancy
Ascendancy — другий студійний альбом американського хеві-метал гурту Trivium. Він був випущений 15 березня 2005 року під лейблом Roadrunner Records і був спродюсований Джейсоном Сьюкофом і Меттом Гіфі.

## Передісторія
Це перший альбом Trivium, у записі якого взяли участь гітарист Корі Больє і басист Паоло Ґреґолетто. Продюсерами альбому виступили Джейсон Сьюкоф і фронтмен Метт Гіфі. З альбому було випущено чотири сингли: «Like Light to the Flies», «Pull Harder on the Strings of Your Martyr», «A Gunshot to the Head of Trepidation» і «Dying in Your Arms». На кожну з пісень знято кліпи, на пісню «Rain» — промо-відео.
Кліп на пісню «Like Light to the Flies» дебютував на MTV2's Headbangers Ball 25 вересня 2004 року. і містить оригінальне демо пісні, яке увійшло до збірки MTV Headbangers Ball Volume 2. Аналогічно, демо-версії пісень «The Deceived» і «Blinding Tears Will Break the Skies» були включені у перевидання дебютного альбому Trivium Ember to Inferno, майже за рік до виходу Ascendancy.
Говорячи з Kerrang! про тексти пісень, Метт Гіфі сказав таке: «Безумовно, деякі з текстів стосуються моєї особистої нестабільності та моїх соціальних проблем і розладів, і є така річ, як замовчування в музичній індустрії — люди вважають тебе бовдуром, якщо ти не хочеш говорити, і це, безумовно, було сказано стосовно мене. Перебування у групі змусило мене перебороти свою незграбність у спілкуванні з людьми, і ви дійсно можете побачити, через що я пройшов там». Гіфі вважає «Ascendancy» своїм улюбленим альбомом Trivium.

## Сприйняття публікою

### Оцінка критиків
Після виходу альбом отримав схвальні відгуки критиків. У дуже позитивній рецензії Джонні Лофтус з AllMusic сказав про альбом: «Ascendancy поєднує справжній треш з потужними сучасними мотивами. Але в той же час це основа для власного шаленого таланту Trivium».

### Нагороди
- У 2005 році Ascendancy отримав нагороду «Альбом року» від журналу Kerrang![9].
- Dying in Your Arms був номінований на «Найкращий сингл» на церемонії вручення премії Kerrang! Awards 2006 року[10].
- У серпні 2009 року Ascendancy посів 22 місце у списку «Найкращі альбоми 21 століття» за версією журналу Kerrang![7].
- У жовтні 2018 року Ascendancy посів 11-е місце у списку «100 найкращих метал-альбомів 21-го століття» за версією журналу Metal Hammer[11].

## Комерційні показники
З моменту виходу альбому Ascendancy було продано понад 500 000 примірників по всьому світу. У США альбом посів 151 місце в чарті Billboard 200 та 4 місце в чарті Top Heatseekers і був проданий у кількості понад 140 000 копій. У Великій Британії альбом посів 79 місце і був проданий тиражем понад 100 000 примірників, отримавши статус «золотого», але не увійшовши до британського топ-75.

## Список пісень
Автор слів Метт Гіфі. 
| #     | Назва                                       | Автор музики             | Тривалість |
| ----- | ------------------------------------------- | ------------------------ | ---------- |
| 1.    | «The End of Everything» (інструментальна)   | Хіфі, Сьюкоф             | 1:20       |
| 2.    | «Rain»                                      | Хіфі, Больє              | 4:11       |
| 3.    | «Pull Harder on the Strings of Your Martyr» | Хіфі, Больє, Тревіс Сміт | 4:51       |
| 4.    | «Drowned and Torn Asunder»                  | Хіфі, Больє              | 4:17       |
| 5.    | «Ascendancy»                                | Хіфі                     | 4:25       |
| 6.    | «A Gunshot to the Head of Trepidation»      | Хіфі, Больє              | 5:55       |
| 7.    | «Like Light to the Flies»                   | Хіфі, Больє              | 5:40       |
| 8.    | «Dying in Your Arms»                        | Хіфі                     | 2:53       |
| 9.    | «The Deceived»                              | Хіфі, Больє              | 5:11       |
| 10.   | «Suffocating Sight»                         | Хіфі                     | 3:47       |
| 11.   | «Departure»                                 | Хіфі                     | 5:41       |
| 12.   | «Declaration»                               | Хіфі                     | 7:00       |
| 55:11 |                                             |                          |            |

| United Kingdom special edition | United Kingdom special edition | United Kingdom special edition | United Kingdom special edition |
| #                              | Назва                          | Автор музики                   | Тривалість                     |
| ------------------------------ | ------------------------------ | ------------------------------ | ------------------------------ |
| 13.                            | «Washing Away Me in the Tides» | Heafy                          | 3:46                           |
| 58:57                          |                                |                                |                                |

| Перевидання | Перевидання                                                                       | Перевидання                                      | Перевидання |
| #           | Назва                                                                             | Автор музики                                     | Тривалість  |
| ----------- | --------------------------------------------------------------------------------- | ------------------------------------------------ | ----------- |
| 13.         | «Blinding Tears Will Break the Skies»                                             | Хіфі                                             | 5:10        |
| 14.         | «Washing Away Me in the Tides»                                                    | Хіфі                                             | 3:46        |
| 15.         | «Master of Puppets» (кавер на пісню гурту Metallica, автор тексту Джеймс Гетфілд) | Хетфілд, Ларс Ульріх, Кліфф Бертон, Кірк Хемметт | 8:11        |
| 16.         | «Dying in Your Arms» (video mix)                                                  | Хіфі                                             | 3:05        |
| 75:23       |                                                                                   |                                                  |             |

Бонусні DVD
| Промо-відео: | Промо-відео:                                | Промо-відео: |
| #            | Назва                                       | Тривалість   |
| ------------ | ------------------------------------------- | ------------ |
| 1.           | «Like Light to the Flies»                   |              |
| 2.           | «Pull Harder on the Strings of Your Martyr» |              |
| 3.           | «A Gunshot to the Head of Trepidation»      |              |
| 4.           | «Dying in Your Arms»                        |              |

| Наживо в лондонському готелі Astoria – 18 Вересня 2005: | Наживо в лондонському готелі Astoria – 18 Вересня 2005: | Наживо в лондонському готелі Astoria – 18 Вересня 2005: |
| #                                                       | Назва                                                   | Тривалість                                              |
| ------------------------------------------------------- | ------------------------------------------------------- | ------------------------------------------------------- |
| 1.                                                      | «The End of Everything» (інструментальна)               | 1:23                                                    |
| 2.                                                      | «Rain»                                                  | 4:21                                                    |
| 3.                                                      | «Dying in Your Arms»                                    | 3:22                                                    |
| 4.                                                      | «Like Light to the Flies»                               | 6:23                                                    |
| 5.                                                      | «A Gunshot to the Head of Trepidation»                  | 6:45                                                    |
| 6.                                                      | «Pull Harder on the Strings of Your Martyr»             | 5:45                                                    |

## Склад гурту
| Trivium - Метт Гіфі – Головний вокал, гітара, продюсування, концепт обкладинки альбому - Корі Больє – Гітари, бек-вокал - Паоло Ґреґолетто – Бас, бек-вокал - Тревіс Сміт – Ударні, перкусія, гуртовий вокал у треці 6 | Технічний персонал - Джейсон Сьюкоф – продукція, аудіо-інжиніринг, міксуваня треку 15, гітарне соло в треці 3 - Енді Сніп – міксування, мастеринг, гуртовий вокал у треці 6 - Джефф Від (Jeff Weed) – допомога в інжинірингу - Аарон Кельєр – допомога в інжинірингу - Марк Льюїс – спів-інжиніринг у треці 15 | Додатковий персонал - Чад Сандерленд – гуртовий вокал у треці 6 - Ґіз Батт – гуртовий вокал у треці 6 - Пол А. Романо – художній керівник, обкладинка альбому, графічний дизайн - Джош Ротштейн – фотографія |

## Чарти
| Чарти (2005—2006)                            | Найвища позиція |
| -------------------------------------------- | --------------- |
| Шотландія Scottish Albums (OCC)              | 93              |
| Велика Британія UK Albums (OCC)              | 79              |
| Велика Британія UK Rock & Metal Albums (OCC) | 1               |
| США Billboard 200                            | 151             |